# Rudolf Plukfelder
Rudolf Vladimirovitch Plukfelder ou Plugfelder (em russo:  Рудольф Владимирович Плюкфельдер; 6 de setembro de 1928, em Novoorlovka, oblast de Donetsk) é um ex-halterofilista da União Soviética.
Sua primeira aparição relevante foi na Spartakiada de 1956, onde conquistou a medalha de bronze na categoria até 82,5 kg.
Plukfelder ganhou a medalha de ouro nos Jogos Olímpicos de 1964, em Tóquio, evento que também contou como Campeonato Mundial de Halterofilismo, na categoria até 82,5 kg, aos 36 anos de idade, com 475 kg no total combinado (150 no desenvolvimento [movimento-padrão abolido em 1973], 142,5 no arranque e 182,5 no arremesso).
Ele também obteve ouro no Campeonato Mundial e no Campeonato Europeu entre 1959 e 1961. Além disso, ganhou uma prata no Campeonato Mundial e Europeu de 1963, que foram organizados como um único evento, na categoria até 82,5 kg.
Estabeleceu oito recordes mundiais ao longo de sua carreira, todos na categoria até 82,5 kg. Seus recordes foram:
| Data       | Disciplina      | Marca    | Lugar          |
| 26.09.1958 | Desenvolvimento | 147,5 kg | Rostov do Don  |
| 26.09.1958 | Arranque        | 138,0 kg | Rostov do Don  |
| 16.12.1958 | Arranque        | 138,5 kg | Górki          |
| 03.10.1959 | Arranque        | 141,0 kg | Varsóvia       |
| 03.10.1959 | Total           | 457,5 kg | Varsóvia       |
| 20.12.1960 | Arranque        | 141,5 kg | Ufa            |
| 21.12.1961 | Arranque        | 142,0 kg | Dnepropetrovsk |
| 21.12.1961 | Total           | 462,5 kg | Dnepropetrovsk |

Depois de encerrar sua carreira ativa como levantador de peso, Rudolf Plukfelder tornou-se treinador e formou levantadores olímpicos de elite, como David Riguert, Alexei Vakhonin, Vassili Alexeiev, Nikolai Kolesnikov, Viktor Tregubov, entre outros.
Correntemente ele vive na Alemanha.